# Senet

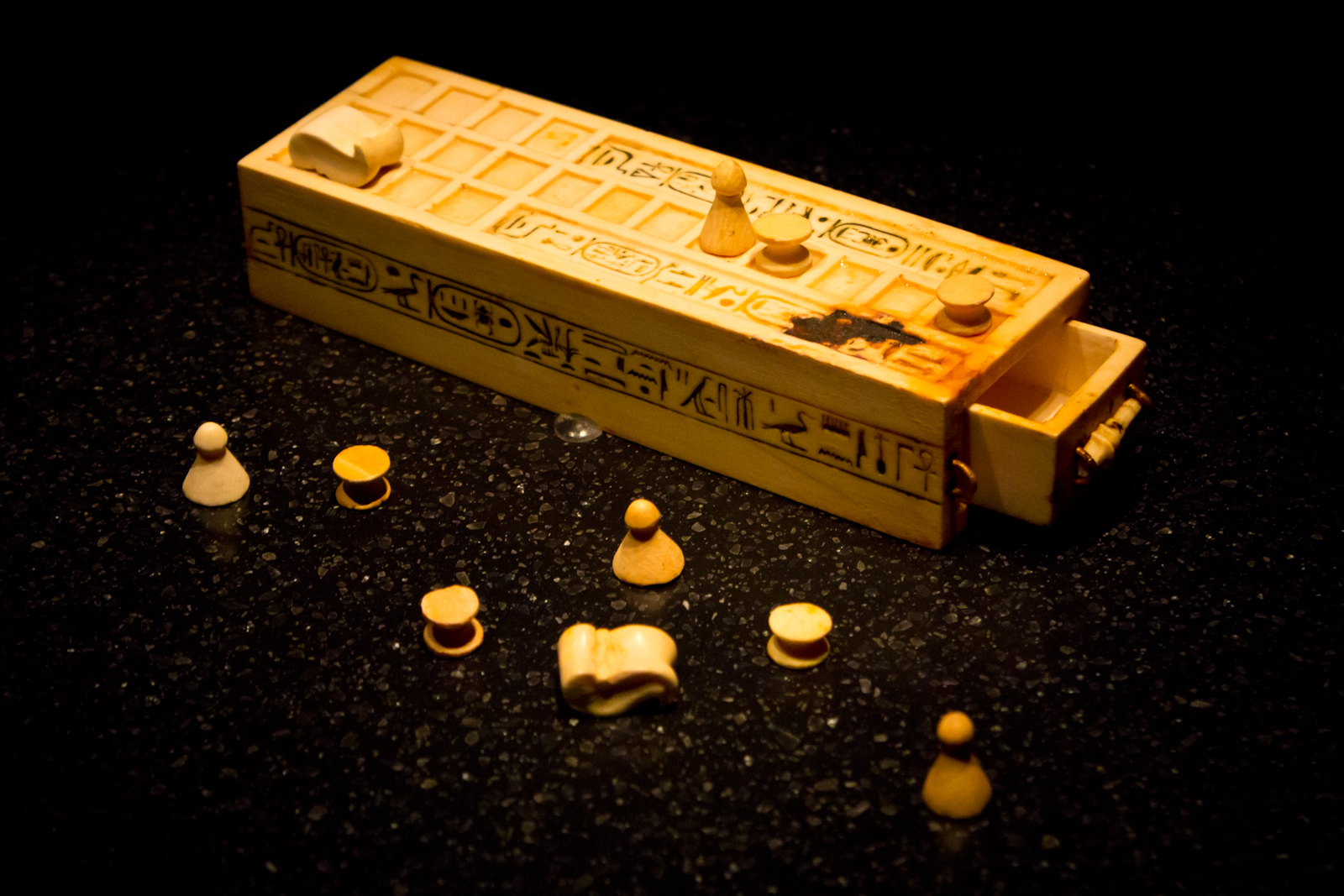
Un joc de senet din mormântul lui Tutankhamon — Muzeul Egiptean din Cairo, Egipt

Senetul a fost un joc practicat în Egiptul Antic. Sensul denumirii egiptene înseamnă jocul trecerii. Senet sau senat (în egipteanul antic: znt, lit. „trecerea”; cf. copta ⲥⲓⲛⲉ /sinə/ „trecerea, după-amiaza”) este un joc de societate din Egiptul antic. Cea mai veche reprezentare a lui senet este datată la c. 2620 î.Hr. din Mastaba din Hesy-Re[1], în timp ce plăci similare și semne hieroglifice sunt găsite chiar mai devreme.[2] Jocul a căzut din uz în urma perioadei romane[1], iar regulile sale originale sunt subiect de presupuneri.